# Кара-Талаа
Кара-Талаа (кирг. Кара-Талаа) — село в Тонском районе Иссык-Кульской области Кыргызстана. Входит в состав Улахолского аильного округа. Код СОАТЕ — 41702 220 825 02 0.

## Население
По данным переписи 2009 года в селе проживало 1866 человек.
По данным переписи 2022 года в селе проживало 3 169 человек.

## Известные уроженцы
- Исмаилов, Толесун (1926—1984) — Герой Социалистического Труда.